# Armenien i Eurovision Song Contest 2013
Armenien deltog i Eurovision Song Contest 2013 i Malmö i Sverige. De representerades av Dorians med låten "Lonely Planet".

## Uttagning
Dagen efter finalen av Eurovision Song Contest 2012 meddelade ARMTV att Armenien skulle vara med på listan över deltagande länder år 2013. Landet hade dragit sig ur från tävlingen år 2012. Den 31 oktober 2012 bekräftade ARMTV officiellt sitt deltagande i nästa års tävling.
Den 27 december meddelade AMPTV att man skulle välja en artist internt till att representera landet. Man övervägde att utse landets bidrag genom en nationell uttagning men prioriterade valet av artist. Den 21 januari 2013 meddelade AMPTV att man ändrat upplägg för sin uttagning och att man istället för ett internt val skulle  hålla en nationell final den 2 mars. Man tog beslutet då man fått in så många förfråganden från låtskrivare och artister. Den 22 januari ändrade man sig dock tillbaka till sin originalplan, dvs. att välja artist internt och endast låt genom den nationella uttagningen. Senare samma dag meddelade man att man hade valt ut Gor Sudzjan till att representera landet.
Bidrag till finalen kunde skickas in mellan den 22 januari och den 20 februari. Man använde en kombination av jury och telefonröster för att utse den vinnande låten.

### Sångfinal
| Nr | Artist      | Sång            | Låtskrivare                | Tele | Jury | Plats |
| -- | ----------- | --------------- | -------------------------- | ---- | ---- | ----- |
| 1  | Gor Sudzjan | "The Truth"     |                            |      |      |       |
| 2  | Gor Sudzjan | "No Time"       |                            |      |      |       |
| 3  | Gor Sudzjan | "Toy Planet"    |                            |      |      |       |
| 4  | Gor Sudzjan | "Lonely Planet" | Tony Iommi, Vardan Zadoyan |      |      | 1     |

## Vid Eurovision
Armenien har lottats till att framföra sitt bidrag i den andra halvan av den andra semifinalen den 16 maj 2013 i Malmö Arena.